# هنرييت مورفان
إنريكيتا بيبتيتباس كوتن (Enriqueta Peptitpas Cotton	) من مواليد 1900 و سنة الوفاة غير معروفة.تعرف كذلك باسم هنرييت مورفانHenriette Morvan أو داميتا دوند Damita Duende، كانت صحفية و كاتبة ومحررة تشيلية. ارتبطت في الكتابة بأدب للأطفال والشباب البالغين.

## حياتها المهنية
ابتداء من 1930، أصبحت بارزة بأدب الأطفال في تشيلي. و في هذا السياق، عرفت هنرييت مورفان نفسها كأحد قادة هذا النوع، مع مؤلفات مثل Doce cuentos de príncipes y reyes ؛و Doce cuentos de hadas، وكلاهما من عام 1938. كانت معروفة مع مؤلفين آخرين في ذلك الوقت،
مثل إرنستو مونتينيغرو مع عمله عام 1930 Cuentos de mi Tío Ventura؛ وبلانكا سانتا كروز أوسا Blanca Santa Cruz Ossa؛ و مارتا برونيت بعمل Cuentos para Marisol (نشر في عام 1938).
جنبا إلى جنب مع بلانكا سانتا كروز أوسا Blanca Santa Cruz Ossa؛وشقيقتها إلفيرا سانتا كلوز أوسا، مورفان كانت واحدة من جامعي وناشري أدب الأطفال البارزين في تشيلي في أواخر عام 1930 و 1940 . وبالإضافة إلى ذلك، يتم تضمين عملها في مجموعة من المؤلفين "التي كان هدفها الرئيسي هو التثقيف من خلال أساليب تعليمية، ومن بينهم إستر كوساني.
في عام 1930، بدأت سلسلة من المساهمات في مجلة Zig-Zag بمجموعة بعنوان Damita Duente - ليبقى هدا الاسم اسمها المستعار من ذلك الحين والتي تضمنت تجميع الأساطير والخرافات.
قامت بتحرير العديد من المجلات، مثل Campeón؛عام (1937)؛ و El Cabrito؛إل كابريتو (1945). وبالإضافة إلى ذلك، كتبت لدور نشر مختلفة في الولايات المتحدة والمكسيك وكوبا.

## أعمالها
- Manual de cocina (1938)
- Sume: (Leyenda brasileña) (1939)
- El héroe de Lepanto (1948, essay)
- Boomerang (1957, novel)
- La Cenicienta: cuento de Grimm (own version, Editorial Zig-Zag, 1943)
- Cuentos para ti, Nena (Editorial Zig-Zag, 1941)
- El mago de Oz: versión autorizada y basada en la película de la Metro-Goldwyn-Mayer (Editorial Zig-Zag, 1940)
- El libro de las doce leyendas (Editorial Zig-Zag, 1940)
- Cuentos infantiles en verso (Editorial Zig-Zag, 1939)
- Los doce milagros (Editorial Zig-Zag, 1939)
- El milagro de los ojos (Editorial Zig-Zag, 1938)
- Blanca nieves y los siete enanitos ("Cinesca" version; Editorial Zig-Zag, 1938)
- El libro de las doce leyendas (Editorial Zig-Zag, 1937)

### سلسلة Doce Cuentos
- Doce cuentos de príncipes y reyes (Editorial Zig-Zag, 1938)
- Doce cuentos de hadas (1938)
- Doce Cuentos de Gigantes y enanos (Editorial Zig-Zag, 1939)
- Doce cuentos de Navidad (Editorial Zig-Zag, 1939)
- Doce Cuentos de encantamiento (Editorial Zig-Zag, 1939)
- Doce Cuentos de la abuela (Editorial Zig-Zag, 1938)
- Doce cuentos de oro y plata (Editorial Zig-Zag, 1938)
- Doce Cuentos del mar (Editorial Zig-Zag, 1938)
- Doce Cuentos de animales (Editorial Zig-Zag, 1940)
- Doce Cuentos de juguetes (Editorial Zig-Zag, 1943)
- Doce cuentos de recreo y deportes (Editorial Zig-Zag, 1944)